# Етноніми українців
Етно́німи украї́нців — сукупність самоназв (ендоетнонімів) і назв, що використовуються іншими народами (екзоетнонімів), українського народу впродовж його існування.
В етнічній історії українців можна виділити ключові етнооб'єднуючі назви за останні 2000 років:
1. Анти, Склавіни (IV-VII)[1][2];
2. Дуліби (VI-VII)[2];
3. Слов'яни VII—XI ст.: поляни, волиняни, деревляни, уличі, тиверці, білі хорвати, дреговичі, сіверяни[1];
4. Русини (руси, русь, державні утворення — Київська Русь, Руське Королівство, ВКЛ, Руське воєводство) X—XX ст.[3];
5. Козаки (черкаси, посполиті державне утворення — Гетьманщина) XVI—XVIII ст.[4];
6. Українці (державні утворення — Гетьманщина, УНР, Українська Держава, УРСР, Україна) XVII—XXI ст.

## Русь
Раннім етнонімом українців була назва «русь». Згідно з Норманською гіпотезою, Руссю в середньовіччі називали вихідців зі Скандинавії (сучасної Швеції). Відповідно до цієї гіпотези, походження етноніма «русь» зводиться до давньогерманського слова Róþsmenn або Róþskarlar — «веслярі, мореплавці» і до слова «руотсі/роотсі» у фінів і естонців, що означає їхніми мовах Швецію, і яке, як стверджують деякі лінгвісти, мало перетворитися саме в «русь» при запозиченні цього слова в слов'янські мови. Існують також слов'янська, сармато-іранська та інші гіпотези походження терміна «русь».
У праці «Книжка» 1598 року українського православного полеміста Івана Вишенського, згадується «русь» як одна із самобутніх православних націй, поряд із греками, албанцями, сербами, болгарами, москвою та іншими:
|  | «и на полудне и полночи кождый отмѣнный своим голосом зовомый язык, а меновите греци, арапи, сѣверани, серби, болгаре, словяне, арабанаши, мултяне, богданци, москва и наша русь, — толко «християнин» |

У 1598 році у творі «Відпис на листа в бозі превелебного отця Іпатія» український письменник-полеміст Клірик Острозький згадує «русь» як один з народів, поряд із москвою, греками, поляками, волохами, німцями:
|  | «Бы далъ Богъ отцу владыце побывати въ Кримѣ, въ Перекопѣ и у Очаковѣ, обачилъ бы тамъ, яко Русь, Москва, Грекове, Поляцы, Влоши, Нѣмцы — всѣ неволницы байрамъ татарскій одностайне съ Татарами обходити по неволи мусятъ» |

## Русини
Одним з історичних етнонімів українців було слово «русини». Ця назва українців проіснувала до кінця XVIII ст., а на західноукраїнських землях — і в XIX — на поч. XX ст. Дотепер частково збережена в Закарпатській Україні.
Спочатку вживалося тільки в однині — русин (д.-рус. рѹсинъ), як похідне від форми множини «русь». Як самоназва слово «русин» виникло в Україні та Білорусі, на відміну від Росії, де самоназвою стала прикметникова форма «русский». Форма множини русини виникла в XVI столітті, вона вживалася щодо українців та білорусів разом (для протиставлення їх «Москві», «москвитинам») або тільки щодо українців (для відрізнення їх від «литвинів» — русинів із Великого князівства Литовського).
Найраніший приклад вживання етноніма «русини» у множині відзначений в 1501 році в статутній грамоті Белзького воєводства:
|  | Частокроть Русиновѣ земянъ тего повѣту нагабали о древо бартне, о соснове и о дубове. |

Із книжним варіантом «русини» співіснувала розмовна форма «руснаки», яка найдовше зберігалася на Закарпатті та Лемківщині. У Габсбурзькій монархії «русини» (нім. мовою Ruthenen) стало офіційною назвою всіх українських підданих цієї держави. Із розвитком української національної свідомості самоназви «русини» на Заході і «малороси» чи «руські» на Сході України були витіснені самоназвою «українці». У Галичині періоду між двома світовими війнами польська влада нав'язувала застарілий на той час термін «русини», щоб заперечити український характер корінного населення. Українська інтелігенція Пряшівщини тепер вживає визначення «русини-українці» для підкреслення належності закарпатської гілки до всього українського народу. Натомість ідеологи русинської окремішності поширюють словосполучення «русини і українці» та впроваджують вигаданий ними етнонім «карпаторусини», щоб зобразити Русинів («карпато-русинів») окремим народом. Таку тенденцію відображає назва кафедри української і русинської філології Вищої педагогічної школи в м. Ніредьгаза (Угорщина) а також Iнститут карпаторусиністики Пряшівського університету (Словаччина).

## Рутени
Руте́ни (лат. Rutheni, Ruteni) — латинізована форма назви русини, українці та білоруси, а також етнічних груп українців у Австро-Угорській імперії.
Спершу рутенами називали одне з кельтських племен у Галлії. Західноєвропейські автори вже з XI ст. (Августинські аннали за 1087) почали використовувати його на позначення населення Київської Русі згідно із середньовічним звичаєм надавати невідомим раніше народам назви неіснуючих на той час античних етносів. У джерелах XV—XVII ст. визначення «рутени» часто застосовували щодо українців та білорусів (або лише до українців — у випадках, коли білорусів зараховували до «литвинів» — «Lithuani»). У такому сенсі це поняття протиставлялося «московитам», тобто росіянам. Залежно від контексту слово «рутени» могло мати різне значення — етнічне, територіально-політичне або конфесійне (щодо людей «грецького» обряду на Сході Європи — православних і греко-католиків). У середньовічній німецькій мові «рутени» перекладалось як «Reussen», пізніше — як «Ruthenen», а в англійській — як «Ruthenians». Похідним від «рутени» словом «рутенці» М. Драгоманов, І. Франко, М. Павлик та їхні однодумці таврували консервативно налаштованих галичан, лояльних підданих Габсбурзької монархії.
У 1572 р. найвидатніший португальський поет Луїш де Камоенш в «Лузіадах» (ІІІ:11), в описі європейських народів згадує русинів-рутенів:
| Живуть між морем, дивні, й Танаїсом Рутенець, московит, лівонець теж, Сармати родом; за Геркінським лісом У Польщі маркоманів ти знайдеш. | Entre este mar e o Tánais vive estranha Gente: Rutenos, Moscos e Livónios, Sármatas outro tempo; e na montanha Hircínia os Marcomanos são Polónios. |

## Роксолани
У Речі Посполитій у рамках сарматського міту (див. Сарматизм) Роксолани — уявні предки руської шляхти. Ідеологом цієї візії був Станіслав Оріховський. Він, використавши етнографічну номенклатуру Північного Причорномор'я із творів античних авторів та Матвія з Міхова, ототожнив русинів із Роксаланами. Звідси в літературі, починаючи з XVI ст. і аж до XX ст., термін «роксолани» вживали як синонім «русинів» (українців), а Роксоланією називали Русь-Україну.

## Черкаси
Черкаси — екзонім українських козаків у Московській державі з XV до початку ХІХ століття для українських козаків, пізніше — будь-яких українців Гетьманщини, Слобідської України тощо. Один з варіантів запозиченого з тюркських мов слова «черкес/черкас/черкіз», яким називали у першу чергу адигів. не пізніше поч. 1660-х рр. у книжній російській мові з'являються синоніми до «черкасів»: «малороссийских городов жители» і «малороссийский народ» («малороссияне» — не пізніше поч. 1720-х рр.), також «украинцы».
Верхня хронологічна межа вжитку — 1817 рік (указ про козаків-українців на Оренбуржчині). «Черкасів» у ранні часи могли зрідка протиставляти «козакам», у пізні — «малоросіянам». Набувала назва і станового характеру (рос. «черкасы экономические и отписные»).

## Малороси
Офіційна назва українців у Російській імперії, створена російським царизмом. До входження Козацької держави під протекторат Московського царства, після Переяславської ради 1654 року, цей термін, як етнонім не вживався, натомість вживалася назва русини.
Незважаючи на всі потуги царських чиновників, штучна назва «Малоросія» в Україні не прижилася і ніколи не вживалася серед простого народу.
Згодом цей термін почав набувати образливих рис, як позначення меншовартості, в порівнянні з етнонімом великороси.

## Українці
Етнонім «українці» вперше фіксується наприкінці XVI ст. у документах, присвячених козацькому повстанню Наливайка.
У 1590 р. вперше у вітчизняній історіографії ввів до політичного словника назву «український народ» — руський шляхтич, доктор теології, церковний та суспільно-політичний діяч Речі Посполитої Йосиф Верещинський, виповнивши її етнополітичним змістом.
Перший документ, де фіксується саме національність «українець» датується 1660 роком. Коли абітурієнт з України Йозеф Данило Дзик вступав до Падуанського університету, на території сучасної Італії, він записав:
|  | «Йозеф Данило Дзик, кафедральний вікарій Луцький, національність – українець, Київський дистрикт» |

До цього всі студенти з України, які проходили навчання в університетах Європи з 1353 року, записували себе як «рутени», «русини», представники «нації рутенської з України» та рідше як «роксалани». Пізніше студенти записували себе як «козаки» (1700, 1746), «русо-українці» (1763) та «українці» (1762, 1770).
У першій половині XVII ст. «українцями» називали послів на сеймах Речі Посполитої від Київського, Брацлавського і Чернігівського воєводств.
У козацьку добу «українцями» позначали мешканців козацьких політій
У другій половині XVII ст. етнонім «українці» широко використовувався гетьманами України і козацькою старшиною Війська Запорозького, народ називали «українцями», «народом українським», а Україну — своєю вітчизною — в Гетьманщині, Слобожанщині і Запоріжжі. У 1672 р. у Бучацькому договорі було зазначено польською мовою та турецькою мовою існування України, української державності.
Спричинили ж утвердження назви «українці» як ендоетноніма події Козацької революції середини XVII ст. і виникнення на території тодішньої власне України Гетьманської держави (офіційна назва — Військо Запорозьке). Саме відтоді термін «українці» поступово поширився як самоназва серед жителів козацької України. Утвердження ж терміна «українці» та похідних від нього («люди українські», «український козако-руський народ» і особливо часто — «народ український» як назви руського населення козацької України фіксується із 70-х років XVII ст. Однак паралельно використовували й назву «русь» / «русин», «русини», яка, на відміну від регіональної назви «українці», була ендоетнонімом усього народу. З переміщенням на початку XVIII ст. правобережних козацьких полків на Лівобережжя, туди ж змістився й новий регіональний етнонім «українці».
Під дією офіційного російського справочинства, яке ввело термін «малоросіяни», самоназва «русини», («руснаки») поступово витіснилася. Цьому сприяла й поява нового регіонального етноніма «українці».
У XVIII—XIX ст. термін «українці» поширився серед населення Лівобережжя як регіональний етнонім.
На Правобережжі, яке до 1793—1795 років залишалося під владою Речі Посполитої, давня етнонімічна назва «русин» побутувала й надалі.

Сторінка з книги Монжері, де згадуються українці (1827)

В 1827 році французький винахідник підводних човнів Монжері називав українцями козаків Запорожжя і Дону[джерело не вказане 313 днів].
Не відразу утвердився як назва всієї країни і термін «Україна». Загалом до поширення топоніма «Україна» на територію української держави як її власної назви (та витіснення давньої назви «Русь») призвів ряд причин, головною з яких стала монополізація Російською імперією давньоруської спадщини і неможливість для української інтелігенції ефективно цьому протистояти в умовах відсутності власної державності. Саме тому українська інтелігенція в часи становлення модерної української нації взяла на озброєння назви «Україна», й «українці», з якими була пов'язана героїка славного козацького минулого. Піднесення українського національного руху почалося з першої половини XIX ст. Цьому сприяла й та обставина, що українське національне відродження започаткувалося саме на землях Східної України, тобто власне України, де ще живою була пам'ять про славне козацьке минуле, а тутешнє дворянство виступало прямим спадкоємцем козацької старшини. Саме тут, у середовищі нащадків козаків, українська інтелігенція (М. Максимович, І. Срезневський, О. Бодянський, М. Костомаров, М. Драгоманов та ін.) почала використовувати назву «Україна» для позначення всієї країни, а термін «українці» — як загальноукраїнський ендоетнонім, на противагу витісненому на Наддніпрянщині і Лівобережжі дією російської офіційної влади етноніма «русь» / «русин», «русини».
Тарас Шевченко хоч і не послуговувався в своїх творах терміном «українці», але вживав назву «український народ», як наприклад, на своєму малюнку «Дари в Чигрині 1649 року»:
|  | Із Царяграда, із Варшави і Москви, прибували посли з великими дарами єднати Богдана і народ Український уже вільний і сильний. Султан, окрім великого скарбу пріслав Богданові червоний оксамитовий жупан на горностаєвій хутрі кшалт княжої - порфіри, булаву і шаблю, одначе рада (окрім Славного лицаря Богуна) присудила єднати Царя Московського. |

або у повісті «Близнюки» 1855 року:
|  | Це Успенська церква, прославлена в 1654 році прийняттям присяги на вірність московському цареві Олексію Михайловичу гетьманом Зіновієм Богданом Хмельницьким зі старшинами і з депутатами всіх станів народу українського. |

Тарас Шевченко широко використовував назву «Україна». А зважаючи на його вплив на різні верстви українців, унесок Т. Шевченка в поширення цієї назви важко переоцінити.
Остаточно утверджується самоназва «українці» в Наддніпрянській Україні після подій Української революції 1917—1920 років. У Галичині та Буковині ендоетнонім починає поширюватися з кінця XIX століття, під час підйому українського національно-культурного руху.